# James Maslow

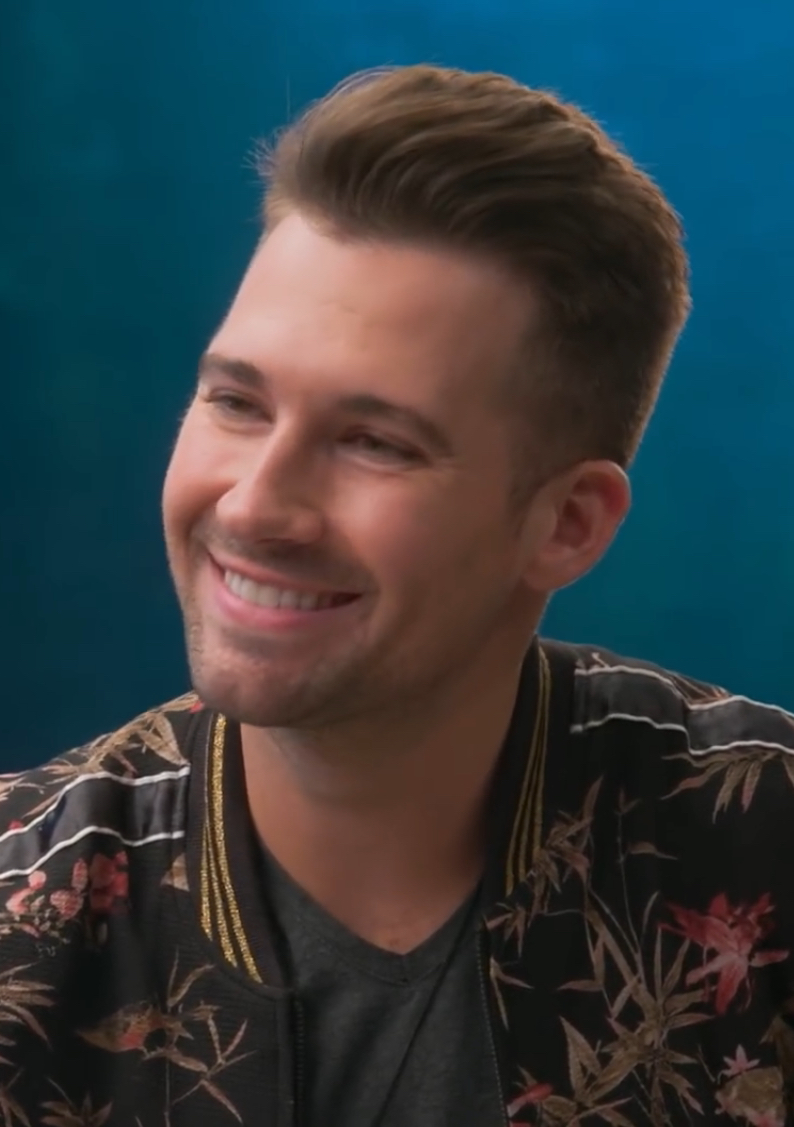
James Maslow (2019)

James David Maslow (* 16. Juli 1990 in New York City) ist ein US-amerikanischer Schauspieler und Sänger.

## Leben
James Maslow wurde in New York geboren und wuchs in La Jolla, Kalifornien auf. Im Jahr 1996 begann Maslow eine Ausbildung als Sänger im Alter von 6, als seine Eltern ihn beim San Diego Children's Choir anmeldeten. Er besuchte die „La Jolla“- und „Torrey Pines“-Grundschulen, Muirlands Middle School und die San Diego School of creative and performing Arts. Maslow hatte eine kleine Rolle in der „San Diego Opera“-Produktion von La Bohème, als er zehn Jahre alt war. Er besuchte ein Schauspielcamp beim La Jolla Playhouse und bekam seinen ersten Agenten, als er 14 war. Maslow verließ die Schule für bildende und darstellende Kunst nach der Hälfte der 10. Klasse und wechselte an die Coronado School of Arts. Er beendete die High School im Jahr 2006.

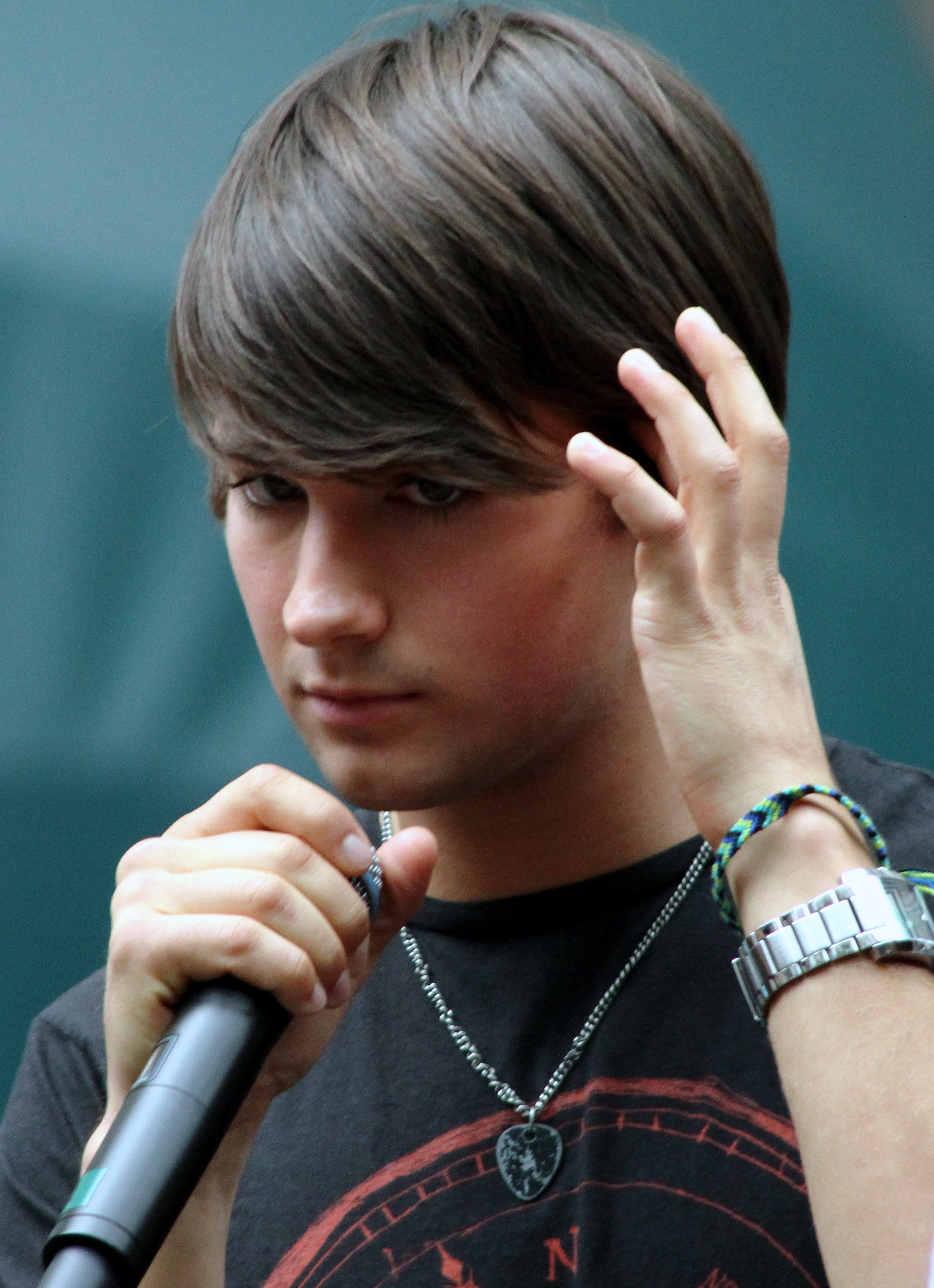
James Maslow (2010)

Maslow machte sein TV-Debüt als Shane in der iCarly-Folge „Alle lieben Shane“. Von 2009 bis 2013 spielte er als James Diamond eine der Hauptrollen in der Nickelodeon-Serie Big Time Rush und ist außerdem Sänger der gleichnamigen Band, um deren Leben sich die Serie dreht. Im Frühjahr 2014 nahm er an der 18. Staffel von Dancing with the Stars, der US-amerikanischen Version von Strictly Come Dancing, teil und landete auf dem vierten Platz. Im Februar 2017 kündigte er sein erstes Solo-Album How I Like It an, welches am 3. März 2017 veröffentlicht wurde. Die erste Single-Auskopplung Cry erfolgte am 20. Januar 2017. Zudem folgte eine Tour, welche auch 3 Konzerte in Deutschland umfasste.

## Filmografie
- 2008: iCarly (Fernsehserie, Folge 2x04)
- 2009: @urFRENZ (Film)
- 2009–2013: Big Time Rush (Fernsehserie)
- 2012: How to Rock (Fernsehserie, Folge 1x06)
- 2012: Big Time Movie (Fernsehfilm)
- 2012: See Dad Run (Fernsehserie, Folge 1x05)
- 2013: Marvin Marvin (Fernsehserie, Folgen 1x19–1x20)
- 2014: Dancing with the Stars (Fernsehsendung, Staffel 18)
- 2014: Sequestered (Webserie, 7 Folgen)
- 2015: Die Pinguine aus Madagascar (The Penguins of Madagascar, Folge 3x29, Stimme)
- 2015: Be Right Back (Webserie, 3 Folgen)
- 2015: Seeds of Yesterday (Fernsehfilm)
- 2016: Wild for the Night
- 2017: It Happened Ones Valentine’s
- 2017: Art Show Bingo
- 2018: Bachelor Lions
- 2018: Celebrity Big Brother (Fernsehsendung, Staffel 1)
- 2018: The Big Bang Theory (Fernsehserie, Folge 11x20)

## Diskografie

### Als Solokünstler

#### Alben
- 2017: How I Like It

#### Singles
- 2015: Circles
- 2016: Lies (mit Unlike Pluto)
- 2016: Lies (Acoustic) (mit Unlike Pluto)
- 2016: Circles (Acoustic)
- 2017: Cry (mit City Fidelia)
- 2017: How I Like It
- 2017: Christmas Beautiful
- 2018: Falling
- 2018: All Day (mit Dominique)
- 2018: Youngblood (mit Future Sunsets & David Michael Frank)
- 2018: All Day (Acoustic) (mit Dominique)
- 2019: Love U Sober
- 2019: Love U Sober (Acoustic)
- 2019: Delirious
- 2022: In My Head (mit Lauren Mayhew & Eugene Ugorski)

#### Gastbeiträge
- 2013: Never Too Young (mit MattyB)
- 2013: Mirrors (mit Cimorelli)
- 2015: Cheerleader (mit Megan Nicole & Tiffany Alvord)
- 2017: Now The Time Has Come (mit Ringo Starr, Billy Valentine, Casey McPherson, Christian Collins, Colin Hay, Kirsten Collins, Maddi Jane, Richard Page & Wesley Stromberg)
- 2021: Brayton Be Faking (mit Desmond Dennis)

### Mit LTX

#### Singles
- 2019: Did You Forget
- 2020: History (mit Heather Sommer)
- 2021: History (Acoustic)
- 2022: Unforgettable (mit Lenachka)